# Teresa Busto del Castillo
María Teresa Busto del Castillo (Madrid, 1959) es una ingeniera industrial y Máster MBA por el IE, y directora de la factoría de Airbus en Illescas (Toledo).

## Trayectoria
Su trayectoria profesional empezó como ingeniera de diseño en Técnicas Reunidas S.A., en 1987 empezó a trabajar a Construcciones Aeronáuticas S.A., desde 2008 ha ejercido de directora del departamento de ingeniería de fabricación a Airbus España, estuvo unos años en la factoría de Airbus en Toulouse para desarrollar el Airbus A350 y desde 2013 es directora de la fábrica de Airbus  en Illescas, siendo la primera mujer que dirige una planta de Airbus en España. También es presidenta de la asociación EVA (Ellas Vuelan Alto), entidad que pretende relanzar el papel de la mujer en la industria aeronáutica.
Imparte conferencias en  universidades y centros de formación, es Mentora de mujeres de alta dirección en el Programa Promociona de ESADE desde 2016 y Presidenta de la Women network de Airbus en España. De  joven fue árbitro de baloncesto, jugadora de balonmano en primera división, conductora de rally y escaladora.

## Premios y reconocimientos
Ha recibido varios premios, en 2016 a la mujer con mejor trayectoria profesional al sector aeronáutico, 2017 a la mejor Directiva de Castilla - La Mancha, 2018 a la mejor Carrera Profesional de Castilla - La Mancha, y en 2019 recibió el premio Diversidad de la EVAP (Asociación de Empresarias y Profesionales de Valencia) por su tarea en pro del talento femenino en los cargos directivos de la compañía aérea Airbus.